# Peritassa killipii
Espèce
Statut de conservation UICN

 VU D2 : Vulnérable
Peritassa killipii est une espèce de plantes de la famille des Celastraceae.

## Publication originale
- Brittonia 3(3): 516–517. 1940.